# A111 (motorväg, Tyskland)
A111 är en stadsmotorväg i Berlin i Tyskland. Den leder trafik ifrån A10 till A100. Den går förbi bland annat förorten Tegel. Vägen är fyrfilig sträckan mellan trafikplats Oranienburg och trafikplats Holzhauser Straße och sexfilig mellan trafikplats Holzhauser Straße och trafikplats Charlottenburg 

## Historia
Den första delen av vägen öppnades 1979 , den var helt färdigbyggd 2004
- 1979 öppnades sträckan mellan trafikplats Charlottenburg och trafikplats Kurt-Schumacher-Platz.
- 1981 öppnades sträckan mellan trafikplats Kurt-Schumacher-Platz och trafikplats Seidelstraße.
- 1982 öppnades sträckan mellan trafikplats Schulzendorfer Straße och trafikplats Oranienburg.
- 1987 öppnades sträckan mellan trafikplats Seidelstraße och trafikplats Waidmannsluster Damm/Hermsdorfer Damm
- 2004 öppnades sträckan mellan trafikplats Waidmannsluster Damm/Hermsdorfer Damm och trafikplats Schulzendorfer Straße (motorvägsstatus). (Sträckan skyltades om från B111)

## Trafikplatser

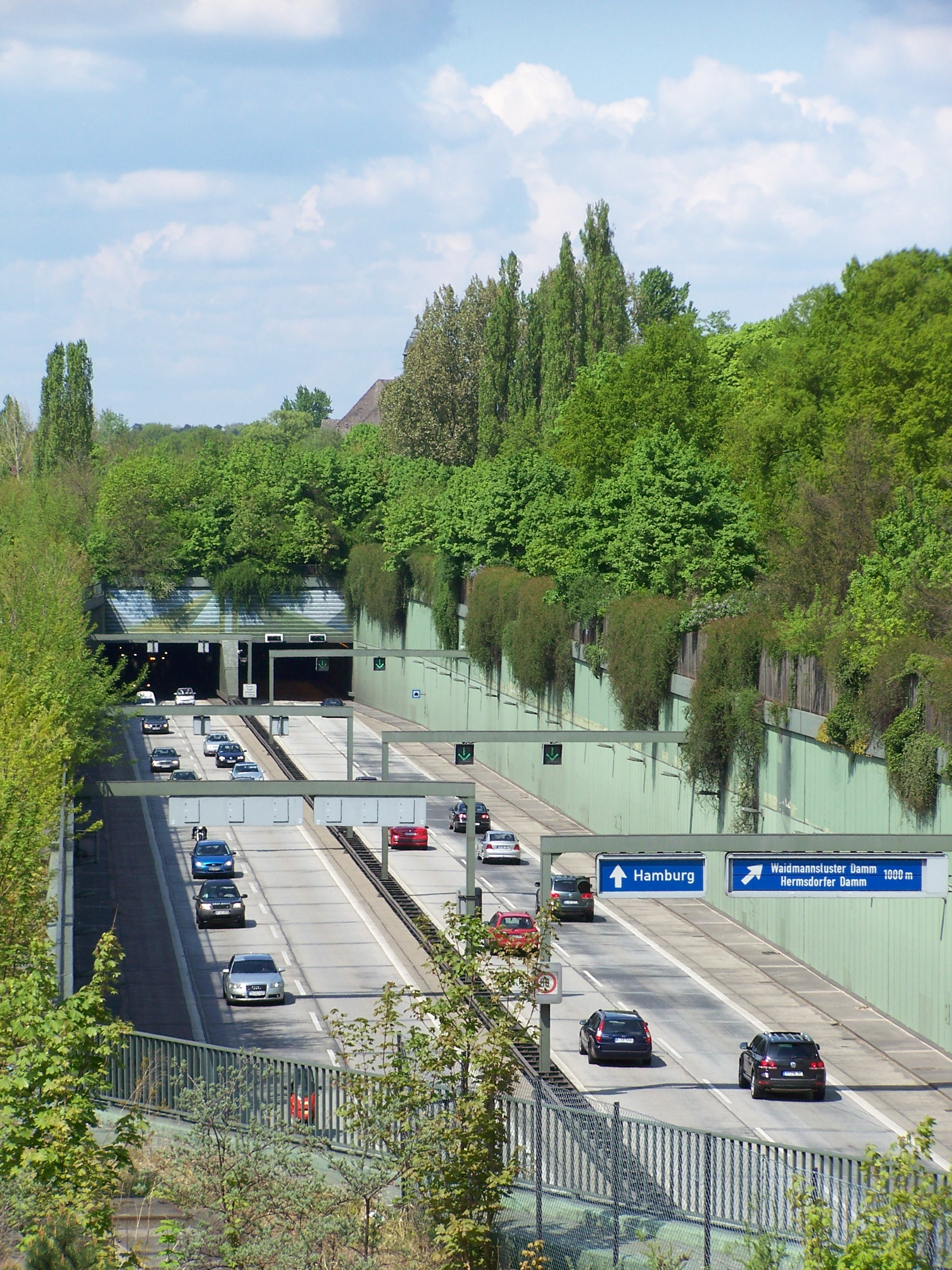
A111 i Tegel.

|  | Nr | Skyltning                                      |
|  | 1  | Kreuz Oranienburg (T-Korsning) E 26 E 55 E 251 |
|  | 2a | Hennigsdorf                                    |
|  |    | Oder-Havel-Kanal-Brücke (150 m)                |
|  | 2b | Stolpe                                         |
|  |    | Stolper Heide ()                               |
|  | 3  | Schulzendorfer Straße                          |
|  |    | Tunnel Beyschlagtunnel (500 m)                 |
|  |    | Tunnel Forsthaustunnel (250 m)                 |
|  | 4  | Waidmannsluster Damm/Hermsdorfer Damm          |
|  |    | Tunnel Tegel (753 m/755 m)                     |
|  |    | Tunnel Ernststraße (154 m/152 m)               |
|  | 5  | Holzhauser Straße                              |
|  | 6  | Seidelstraße                                   |
|  | 7  | Kurt-Schumacher-Platz                          |
|  | 8  | Eichborndamm                                   |
|  |    | Tunnel Flughafen Tegel (934 m/967 m)           |
|  | 9  | Am Festplatz                                   |
|  |    | Hinckeldeybrücke (150 m)                       |
|  | 10 | Saatwinkler Damm                               |
|  | 11 | Flughafen Tegel                                |
|  | 12 | Heckerdamm                                     |
|  | 13 | Charlottenburg                                 |